# Flavor Aid
Flavor Aid est un soda non-gazeux fabriqué par The Jel Sert Company à West Chicago, dans l'Illinois. Il est introduit en 1929 et est vendu dans tous les États-Unis sous forme de mélange de boisson concentrée en poudre non sucrée, similaire au mélange de boisson de marque Kool-Aid.

## Saveurs
Flavor Aid est disponible dans les saveurs cerise, framboise, raisin, punch aux baies, punch tropical, orange, ananas - orange, limonade, limonade rose, citron - citron vert, fraise, mangue et kiwi - pastèque[réf. nécessaire].
Le fabricant introduit également introduit plusieurs saveurs de Flavor Aid conçues pour plaire à la population latino-américaine avec un emballage bilingue et diverses saveurs exotiques. Ces versions n'incluent pas de punch aux cerises ou aux baies, mais plutôt de la root beer, de la mangue, de la pomme, de la Roselle, du tamarin, de la mandarine et de l'ananas - orange[réf. nécessaire].

## Massacre de Jonestown
La boisson est notoire pour avoir été liée au suicide de masse de Jonestown. Le poison au cyanure, pris ou administré de force aux membres de la communauté est mélangé dans du Flavor Aid. De grands barils remplis de la saveur raisin, mélangés à du cyanure et à divers tranquillisants, sont retrouvés à moitié consommés au milieu des centaines de corps. Le Kool-Aid, plutôt que le Flavor Aid, est généralement désigné à tort comme la boisson utilisée lors du massacre. L'association avec Kool-Aid donne naissance à l'expression « boire le Kool-Aid ». Les enquêteurs criminels qui ont témoigné lors de l'enquête de Jonestown parlent de la découverte de sachets de « Kool Aid », et des témoins oculaires de l'incident parlent également de « Kool-Aid ».